# Olympische Sommerspiele 1904/Fußball
Bei den Olympischen Spielen 1904 wurden zum zweiten Mal Fußballspiele veranstaltet. Erneut nahmen keine National- oder Auswahlmannschaften teil, sondern lediglich drei Fußballvereine. Die Spiele wurden allesamt auf dem Francis Field in St. Louis ausgetragen und dauerten jeweils nur zweimal 30 Minuten.

## Teilnehmer

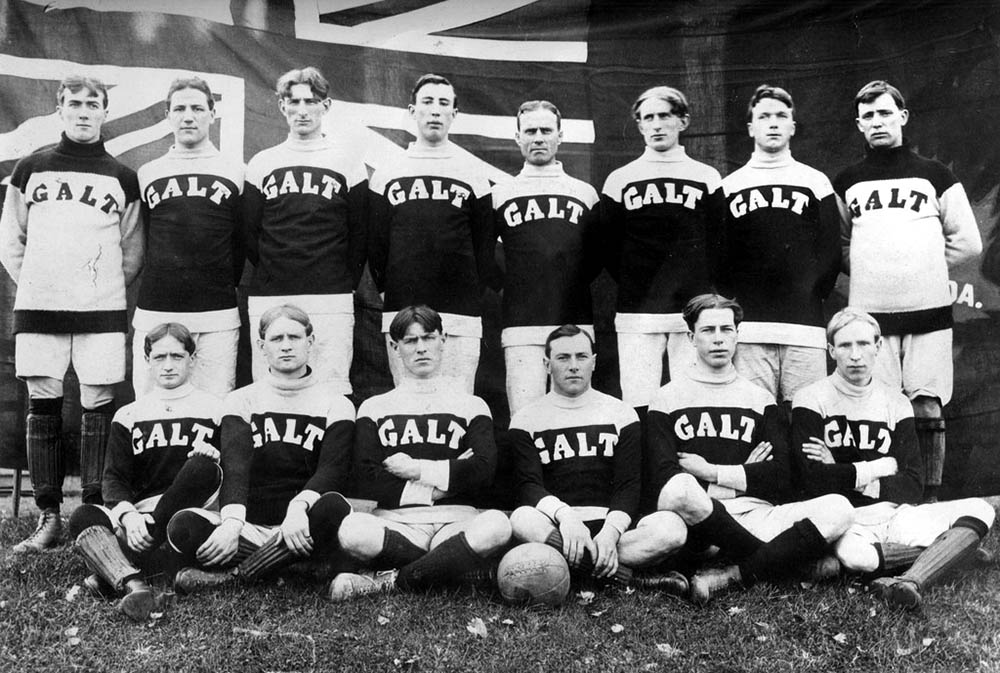
Das kanadische Team Galt FC gewann die Goldmedaille beim olympischen Fußballturnier 1904.

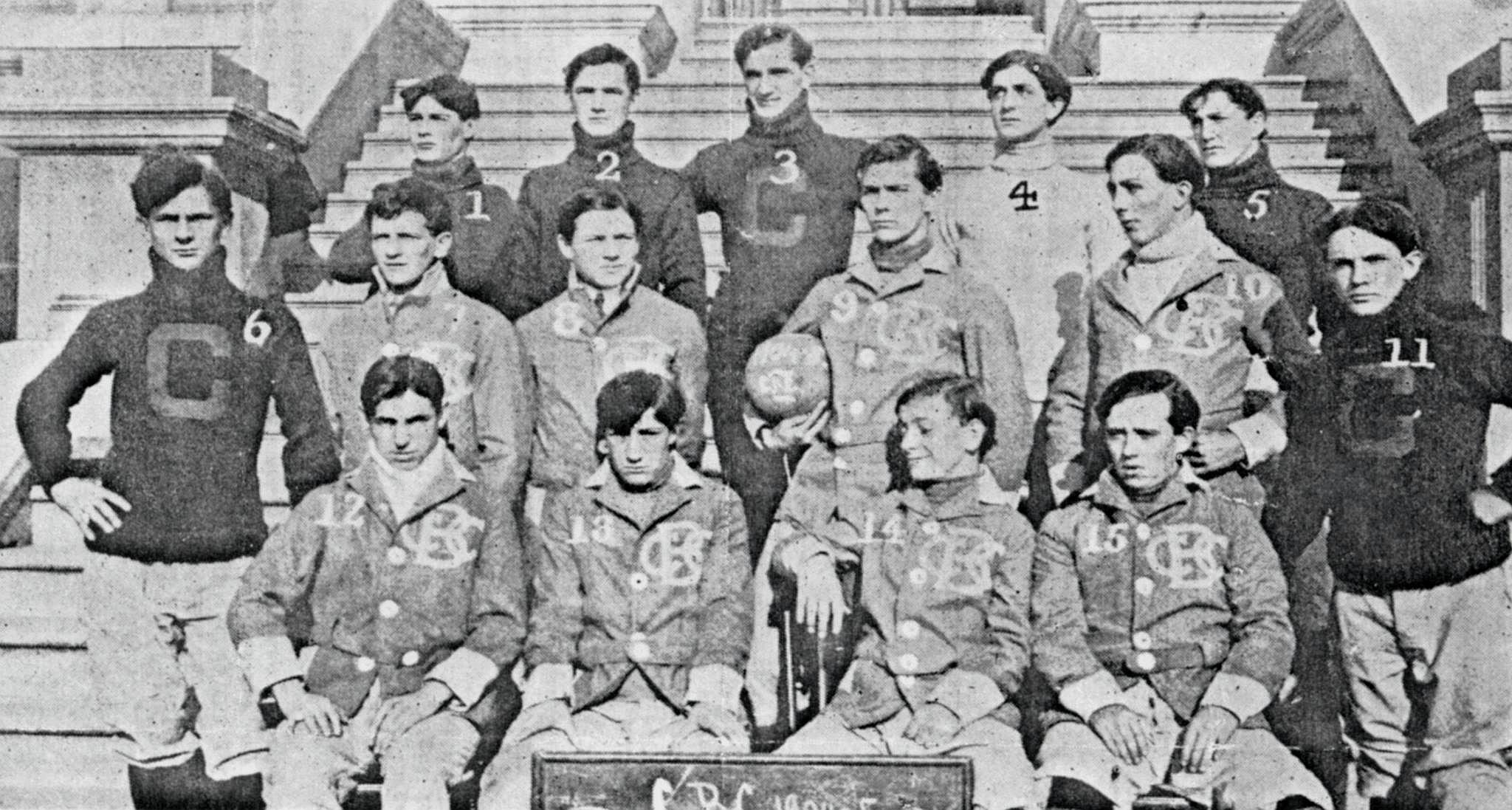
Das amerikanische Team vom „Christian Brothers’ College“ aus St. Louis gewann die Silbermedaille.

Für den Wettbewerb meldeten sich die kanadische Mannschaft Galt FC aus Ontario und zwei regionale amerikanische Schulmannschaften aus St. Louis (Christian Brothers’ College St. Louis und St. Rose School of St. Louis). Galt FC war dabei keine unbekannte Mannschaft auf dem amerikanischen Kontinent; der Verein konnte 1901 in allen drei Altersklassen die Meisterschaft erringen und wurde auch 1904 Verbandsmeister.
In Europa herrschte nur geringes Interesse, sich auf die lange und teure Reise nach St. Louis zu begeben. In Deutschland gab es zwar Planungen, eine Mannschaft zu entsenden; diese wurden allerdings im September 1904 wieder fallengelassen.

## Spielergebnisse
Der Galt FC gewann seine beiden Begegnungen deutlich. Die beiden amerikanischen Mannschaften trennten sich im ersten Aufeinandertreffen am 20. November 0:0 unentschieden. In einem Entscheidungsspiel am 23. November 1904 setzte sich schließlich das Christian Brothers’ College mit 2:0 durch. In einigen Berichten ist zudem von einem weiteren torlosen Spiel der beiden Mannschaften am 21. November die Rede, dabei handelte es sich allerdings um ein reguläres Ligaspiel der beiden Colleges.
Die kleine Provinzstadt Galt, etwa hundert Kilometer südwestlich von Toronto gelegen und heute ein Teil von Cambridge (Ontario), feierte ihr Team nach der Rückkehr enthusiastisch. Der Linksaußen des Christian Brothers’ College, Joseph Lydon, nahm auch erfolgreich am olympischen Boxturnier 1904 teil und wurde Dritter im Weltergewicht. Der damals erst 16-jährige Torhüter Louis Menges gehörte später dem Senat des Bundesstaates Illinois an.
|                              |   |                              |           |
| 16. November 1904            |   |                              |           |
| Christian Brothers’ College  | – | Galt FC                      | 0:7 (0:4) |
| 17. November 1904            |   |                              |           |
| St. Rose School of St. Louis | – | Galt FC                      | 0:4 (0:0) |
| 20. November 1904            |   |                              |           |
| Christian Brothers’ College  | – | St. Rose School of St. Louis | 0:0 n. V. |

Entscheidungsspiel um Platz 2:
|                             |   |                              |            |
| 23. November 1904           |   |                              |            |
| Christian Brothers’ College | – | St. Rose School of St. Louis | 2:0 (?:0)1 |

1 Der Halbzeitstand ist nicht bekannt!

## Medaillenränge
| Rang                      | Spieler |
| ------------------------- | --- |
| Gold Kanada               | Galt FC Otto Christman, George Ducker, John Fraser, John Gourlay, Alexander Hall, Albert Henderson, Albert Johnston, Robert Lane, Ernest Linton (Torwart), Gordon McDonald, Frederick Steep, Thomas Taylor, William Twaits ohne Einsatz: Parnell Gourlay Trainer: Louis Duff |
| Silber Vereinigte Staaten | Christian Brothers’ College Charles Bartliff, Warren Brittingham, Oscar Brockmeyer, Alexander Cudmore, John January, Charles January, Thomas January, Raymond Lawler, Joseph Lydon, Louis Menges (Torwart), Peter Ratican Trainer: Joe Lydon                                 |
| Bronze Vereinigte Staaten | St. Rose School of St. Louis Joseph Brady, George Edwin Cooke, Thomas Cooke, Cormic Cosgrove, Edward Dierkes, Martin Dooling, Frank Frost (Torwart), Claude Jameson, Henry Jameson, Johnson, Leo O’Connell, Harry Tate                                                       |